# Fumaria hanryi
Fumaria hanryi är en vallmoväxtart som beskrevs av Aimée Antoinette Camus. Fumaria hanryi ingår i släktet jordrökar, och familjen vallmoväxter. Inga underarter finns listade i Catalogue of Life.